# Kitty Pryde és Rozsomák
A Kitty Pryde és Rozsomák, eredeti címén; Kitty Pride and Wolverine egy, a Marvel Comics kiadásában megjelent hatrészes mini-képregénysorozat, mely 1984 és 1985 között jelent meg az Amerikai Egyesült Államokban. A képregény írója Chris Claremont, rajzolója Al Milgrom. A minisorozat az Uncanny X-Men spin-offja és az akkoriban legnépszerűbb két X-Man, Rozsomák és Kitty Pryde egy japán kalandját meséli el.
A történet igen jelentős állomás Kitty Pryde jellemfejlődésében, mivel a sorozat eseményei alatt válik kamaszból fiatal felnőtté és veszi fel az Árnymacska nevet. Korábban Kitty mint ártatlan kislány szerepelt, mint idősebb csapattársai „kishúga”.
A történet Magyarországon  A Csodálatos Pókember lapjain jelent meg 1992 májusa és 1993 júliusa között (36-50. szám) 15 részben.

## A cselekmény
Kitty Pryde Kolosszussal való szakítása után visszatér szüleihez Chicagóba. Egyik nap úgy gondolja, hogy meglepi apját és besurran annak bankjába. Szerencsétlen módon fültanúja lesz egy beszélgetésnek, melyen néhány jakuza megpróbálja megkaparintani a Pryde család bankját. Kitty apjának japánba kell utaznia, hogy megtárgyalja a részleteket Sigemacuval, a jakuzák főnökkel. Kitty ragaszkodik hozzá, hogy ő is apjával megy, de az megtiltja neki és hazaküldi Xavier professzor iskolájába. Kitty ennek ellenére követi apját és mutáns képességeit felhasználva potyautasként felszáll egy japánba tartó repülőgépre. Tokióban Kitty teljesen elhagyatottnak érzi magát, de nem akarja csapattársait belekeverni a családi ügyekbe, ezért egymaga próbál boldogulni. Szállás és pénz híján a lány megpróbál kölcsönvenni némi pénzt egy bankautomatából, de annak riasztója megszólal és a biztonsági kamerák felvétele alapján csakhamar a helyi rendőrség is üldözni kezdi. Végső elkeseredésében felhívja Xavier professzor iskoláját, ahol a telefont Rozsomák veszi fel. Kitty hirtelen elszégyelli magát és lecsapja a kagylót.
Mikor Kitty végre rátalál apjára, szembesülnie kell a szomorú igazsággal, miszerint édesapja önként vállalta, hogy pénzmosást fog végezni a japán maffiának. Sigemacu emberi megpróbálják elkapni a lányt, de az képességeit felhasználva megszökik. Sigemacu egy bérgyilkost, Ogunt küldi a lány után, aki viszont a lány képességeit látva őt kéri cserébe a szolgálataiért. Ogun elkapja Kittyt és elrabolja, majd titkos nindzsa technikát alkalmazva átmossa Kitty agyát és a lányt saját képmására formálva bérgyilkost képez belőle. Eközben a félbeszakadt telefonbeszélgetés után Rozsomák is megérkezik Japánba, hogy megkeresse Kittyt. Első útja Sigemacuhoz vezet, akiből kiszedi, hogy Kitty Ogun birtokában van. Utasítja Sigemacut, hogy hívja fel Ogunt és közölje vele, hogy a városban van és hogy adja vissza a lányt. Megegyezve a találkozó helyében Ogun, aki Rozsomák egykori mester volt, utasítja az immár képzett bérgyilkos Kittyt, hogy ölje meg Rozsomákot.
Rozsomák a megbeszélt helyen várja Ogunt, ahol találkozik egy régi ismerősével, Jukióval. Jukió felajánlja segítségét és elindul Sigemacuhoz. Távozása után Rozsomákra rátámad, a nindzsának öltözött Kitty. A lány mérgezett fegyvereivel olyan súlyosan megsebesíti Rozsomákot, hogy az kénytelen elbújni, hogy teste regenerálódhasson. Eközben Jukió Sigemacu lakásán rátalál Kitty apjára, de eközben Sigemacu egyik testőre, Sumai rátámad. Jukiónak azonban sikerül megszöktetnie Kitty apját és elmenekülnie. Mindeközben Rozsomák visszanyerte erejét és titokzatos támadója után indul. Állati érzékeit is visszanyerve a lány szagáról rájön, hogy támadója nem más, mint maga Kitty. Jukió és Kitty apja éppen akkor érnek a harc helyszínére amikor a lelepleződött lány kardjával  átszúrja Rozsomák szívét.
Jukió elkábítja Kittyt és megkötözi. A súlyosan sérült Rozsomákot a Jasida-klán egyik hegyi kastélyába viszi, távol Tokiótól. Mikor Kitty magáhoztér először azt hiszi, hogy a történtek csak egy szörnyű rémálom volt, de hamar rájön, hogy téved. Rozsomák elmondja Kittynek, hogy Ogun egykor a barátja és tanítója volt, és hogy a nindzsamester befolyása a lány felett még mindig ott lapul a felszín alatt. Rozsomák kemény edzésnek veti alá lányt, hogy az nem csak testben, de legfőképpen és elsősorban lélekben és tudatban megerősödjön, hogy le tudja győzni Ogun befolyását. Napokkal később, mikor Kitty úgy érzi, hogy készen áll, az éjszaka közepén otthagyja a kastélyt, hogy hazatérjen Xavier professzor iskolájába. A repülőtéren azonban meggondolja magát, úgy érzi csak megfutamodik, és úgy dönt hogy szembenéz Ogunnal.
Kitty nindzsa öltözékben felkeresi Sigemacut akit halálra rémít a látvány mikor látogatója előbukkan íróasztalából. Kitty megfenyegeti Sigemacut, hogy hagyja békén az apját, majd mielőtt a testőrök előkerültek volna, megszökik. Kitty az éjszakai kaland után átöltözik, hogy elvegyüljön a tömegben és az egyik metrón eddigi életéről kezd gondolkozni. Úgy látja, hogy aki visszanéz rá a szerelvény ablakából, az már nem az a kislány aki régen volt, már nem „cica” hanem egy „árnymacska”. Kitty eltűnése után Rozsomák utána indul a lány apjával és Jukióval. Kitty apja Rozsomákot hibáztatja a történtek miatt, Rozsomák viszont szembesíti az apát azzal, hogy saját tettei vezettek ide. Kitty úgy gondolja, hogy Ogun Rozsomák szerelmére, Marikóra és nevelt lányukra Akikóra akar majd lecsapni, ezért felkeresi őket. Kitty helyet cserél Marikóval, és mikor Ogun megpróbálja megölni őt Kittynek majdnem sikerül lefegyvereznie őt. Ogun azonban egy mérgezett dobócsillaggal megbénítja Kitty faljáró képességét, így a lány kiszolgáltatottá válik. A lány viszont ennek ellenére sem akar behódolni Ogun akaratának. Mikor Ogun a végső csapásra készül, a harc színterén feltűnik Rozsomák.
Jukió ismét szembekerül Sumaival miközben Marikót és Akikót próbálja megvédeni. Kitty apja elmenekül a harc helyszínéről és a város utcáin kezd bolyongani, mígnem feladja magát az amerikai konzulátuson, ahol beismeri az általa elkövetett csalásokat és vállalja tetti következményeit. Eközben hosszú és nehéz küzdelem után Rozsomáknak sikerül harcképtelenné tennie Ogunt. A kegyelemdöfés jogát Kittynek adja át, aki azonban képtelen megölni a harcképtelen és lefegyverzett férfit. Ez azonban csak egy próbatétel volt Rozsomáktól, mivel ha Kitty még mindig Ogun képmását hordozta volna magában hidegvérrel megölte volna régi és már felesleges testét. Rozsomák és Kitty otthagyják Ogunt, aki viszont rájuk támad és Rozsomák kénytelen végezni régi mesterével.

## A történet elhelyezkedése a Marvel kronológiájában
Kitty Pryde és Kolosszus az Uncanny X-Men 183. számában szakítottak és Kitty még ebben a számban el is utazott Chicagoba. Az Ucanny X-Men 184. számában már Rozsomák sem szerepel. Rozsomákot Japánban felhívja Xavier professzor (Uncanny X-Men #188, Kitty Pryde and Wolverine #4) és közli vele, hogy Vihar elveszítette mutáns képességeit (Uncanny X-Men #185) és hogy barátja, James Hudson, a Védelmező meghalt (Alpha Flight #12). Japánt szintén a negyedik számban éri el az a hóvihar, mely akkor az egész Földet beborította. Ez annak a következménye volt, hogy az Ősi Tél Szelencéje összetört a Thor 348. számában. Rozsomák és Kitty az Uncanny X-Men 192. számában tértek vissza az Egyesült Államokba.